# Kanton Mormoiron
Kanton Mormoiron (fr. Canton de Mormoiron) je francouzský kanton v departementu Vaucluse v regionu Provence-Alpes-Côte d'Azur. Tvoří ho 10 obcí.

## Obce kantonu
- Bédoin
- Blauvac
- Crillon-le-Brave
- Flassan
- Malemort-du-Comtat
- Méthamis
- Modène
- Mormoiron
- Saint-Pierre-de-Vassols
- Villes-sur-Auzon